# 1843年海地革命
1843年海地革命（1843 Constitution of Haiti）是一場反對海地終身總統讓-皮埃爾·布瓦耶及其獨裁統治的民眾起義。這次起義使民主得以恢復，並建立了第一共和國的憲法。 .
1818年亞歷山大·佩蒂翁去世后，布瓦耶以鼓掌方式被承認為終身總統。利用北方革命和1820年亨利·克裡斯托夫國王的自殺，他合併了該國的北部領土。然後，在1822年，他入侵了該島的西班牙部分，並將整個西班牙島統一在他的統治之下。
1825年，法國國王查理十世同意承認海地的獨立，以換取1.5億金法郎的賠款。博耶進行了長時間的談判，並成功地將金額減少到9000萬。為了償還這筆債務，它必須徵收重稅。為了促進農業經濟，他恢復了徭役制。
布瓦耶執政了25年，使海地達到了可觀的繁榮程度。但他的措施引起了民眾的敵意(主要是為賠償課以農民重稅)。一場起義運動從離萊凱鎮不遠的普拉蘭村開始，由夏爾·里维埃-埃拉尔將軍領導，布瓦耶1843年退位，退休到牙買加，然後退到法國，在那裡他結束了他的日子。
1844年1月4日，埃拉爾成為共和國總統。但他發動的革命將適得其反。1844年5月3日，埃拉爾被革命者推翻並被流放(因自稱終身總統引起各地民亂)。最後由黑人老將軍菲利普·盖里耶接替他擔任海地共和國總統。